# Tanyuromys aphrastus
Tanyuromys aphrastus és una espècie de mamífer rosegador de la família dels cricètids. Viu a altituds d'entre 1.275 i 2.000 msnm a Costa Rica, l'Equador i Panamà. El seu hàbitat natural són les rouredes. Es creu que no hi ha cap amenaça significativa per a la supervivència d'aquesta espècie, però algunes poblacions estan amenaçades per la mineria de coure i la desforestació.